# 高橋泰雄

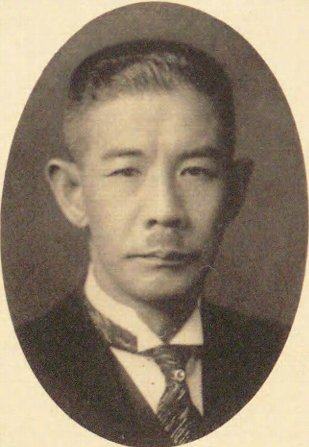
高橋泰雄

高橋 泰雄（たかはし やすお、1887年（明治20年）2月10日 - 1967年（昭和42年）9月6日）は、日本の衆議院議員（立憲政友会→日本自由党）、浦和市長（初代・第5代）。弁護士。

## 経歴
埼玉県北足立郡浦和町（現在のさいたま市）に衆議院議員高橋安爾の子として生まれる。1913年（大正2年）、東京帝国大学法科大学独法科を卒業。1919年（大正8年）、浦和に弁護士事務所を開業し、後には浦和地方裁判所所属弁護士会長を務めた。1925年（大正14年）、浦和町会議員に選ばれ、1931年（昭和6年）には浦和町長に選ばれた。
1932年（昭和7年）、第18回衆議院議員総選挙に出馬し、当選。1934年（昭和9年）、浦和町が市制を施行すると初代市長に就任した。
第19回・第20回衆議院議員総選挙で再選を果たし、また市長退任後も浦和市会議員を務めた。その他、大畑伸銅株式会社取締役を務めた。
戦中から戦後にかけて再び浦和市長に選出され、1946年（昭和21年）には第22回衆議院議員総選挙で当選を果たした。また恩給金庫評議員、復興金融金庫設立委員などを務めた。

## 親族
- 北井波治目 - 妻の父。衆議院議員、弁護士[5]。